# Video Technology Laser 3000
Video Technology LASER 3000 (LASER 3000) је кућни рачунар, производ фирме Video Technology који је почео да се израђује у Хонгконгу током 1983. године.
Користио је 6502A као централни микропроцесор а RAM меморија рачунара LASER 3000 је имала капацитет од 64 KB (до 192 KB). 
Као оперативни систем кориштен је DOS 3.3 + опциони CP/M 80 (са Z80A картицом).

## Детаљни подаци
Детаљнији подаци о рачунару  3000 су дати у табели испод.
|                       | |
| 3000                  | |
| Произвођач            | |
| Тип                   | кућни рачунар                                                                                              |
| Меморија              | 64 (до 192 )                                                                                               |
| Поријекло             | Хонгконг                                                                                                   |
| Година                | 1983 |
| Тастатура             | тастатура са пуним помаком тастера, 81 тастер, 8 функцијских тастера, нумеричка тастатура, тастери смјера, |
| Процесор              | |
| Фреквенција процесора | 2 |
| RAM                   | 64 (до 192 )                                                                                               |
| ROM                   | 32 |
| Текст                 | 40 / 80 x 24                                                                                               |
| Графика               | 560 x 192 / 280 x 192                                                                                      |
| Боја                  | 8 |
| Звук                  | 4 гласа, 6 октава                                                                                          |
| Димензије             | непознато                                                                                                  |
| Портови               | |
| Оперативни систем     | + опциони (са картицом)                                                                                    |